# Johann Heinrich Ohlendorff

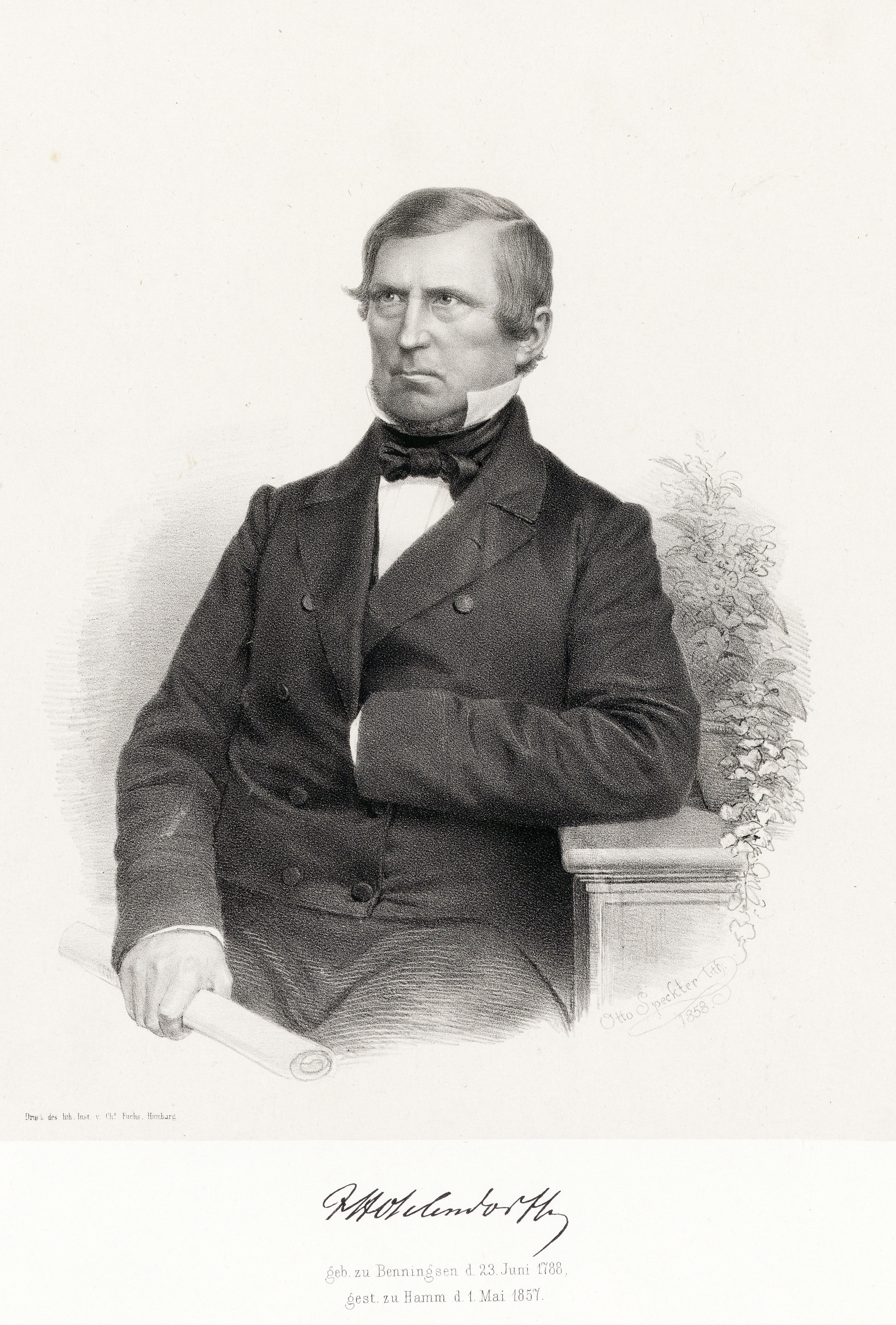
Johann Heinrich Ohlendorff, Lithografie von Otto Speckter (1858)

Johann Heinrich Ohlendorff (* 23. Juni 1788 in Evern; † 1. Mai 1857 in Hamburg) war ein deutscher Landschaftsgärtner und Botaniker. Sein botanisches Autorenkürzel lautet „Ohlend.“

## Leben
Ohlendorff erlernte seinen Beruf in den Herrenhäuser Gärten und beim Garteninspektor Johann Conrad Skell in Weimar, dem er bei der Umgestaltung des dortigen Schlossparks Belvedere in einen englischen Landschaftsgarten assistierte, und bereiste anschließend Gärten in Paris, London, Berlin und Wien. Von 1811 bis 1816 wirkte er als Hofgärtner für die Großfürstin Anna Fjodorowna und gestaltete deren Schweizer Landsitz Elfenau bei Bern. Um 1817 kam er nach Hamburg, von wo aus er eigentlich nach Amerika auswandern wollte. Stattdessen ließ er sich mit einer Handelsgärtnerei in St. Georg nieder; zu seinen ersten Auftraggebern gehörte der Senator Heinrich Johann Merck, der ihm die Ausgestaltung seines Landhausgartens in Horn (der heutige Blohms Park) anvertraute.
Ab 1821 war Ohlendorff erster Garteninspektor und technischer Leiter des nach seinen Plänen gestalteten Botanischen Gartens in Hamburg. Gründer und erster Direktor war Johann Georg Christian Lehmann. Hier entstand 1822 das erste Gewächshaus für 7000 Pflanzen, die Handelsreisende und Forscher wie Christian Friedrich Ecklon und Ludwig Preiss aus aller Welt mitbrachten. Auch Ohlendorff reiste im Auftrag der Gartendeputation 1826 nach London, um seltene Pflanzen für den Botanischen Garten zu beschaffen.
Nach seinem Abschied vom Botanischen Garten gründete er 1844 im Hamburger Vorort Hamm (Mittelstraße 57) eine Handels-Gärtnerei und Baumschule, die unter dem Namen J. H. Ohlendorff & Söhne über seinen Tod hinaus bis 1863 bestand. Schon während seiner Zeit am Botanischen Garten hatte er wiederholt private Auftraggeber beraten und deren Gärten gestaltet, darunter den Jenischpark oder den Garten von Georg Friedrich Vorwerk in Flottbek oder den Ahrensburger Schlosspark.
Seit 1822 war Ohlendorff mit Johanna Wilhelmine (Minchen) Theodora Krause verheiratet. Von ihren neun Kindern erlangten drei Söhne größere Bekanntheit: Der Erstgeborene Johann Theodor (1823–1894) gehörte zu den Organisatoren der ersten Internationalen Gartenbauausstellung 1869, betrieb zeitweilig eine eigene Handelsgärtnerei mit Baumschule in Hamm und trat später als Vertreter in die Firma seiner erfolgreicheren Brüder ein. Albertus und Heinrich wurden durch den Handel mit Guano reich und später von Kaiser Wilhelm II. geadelt und in den Freiherrenstand erhoben.

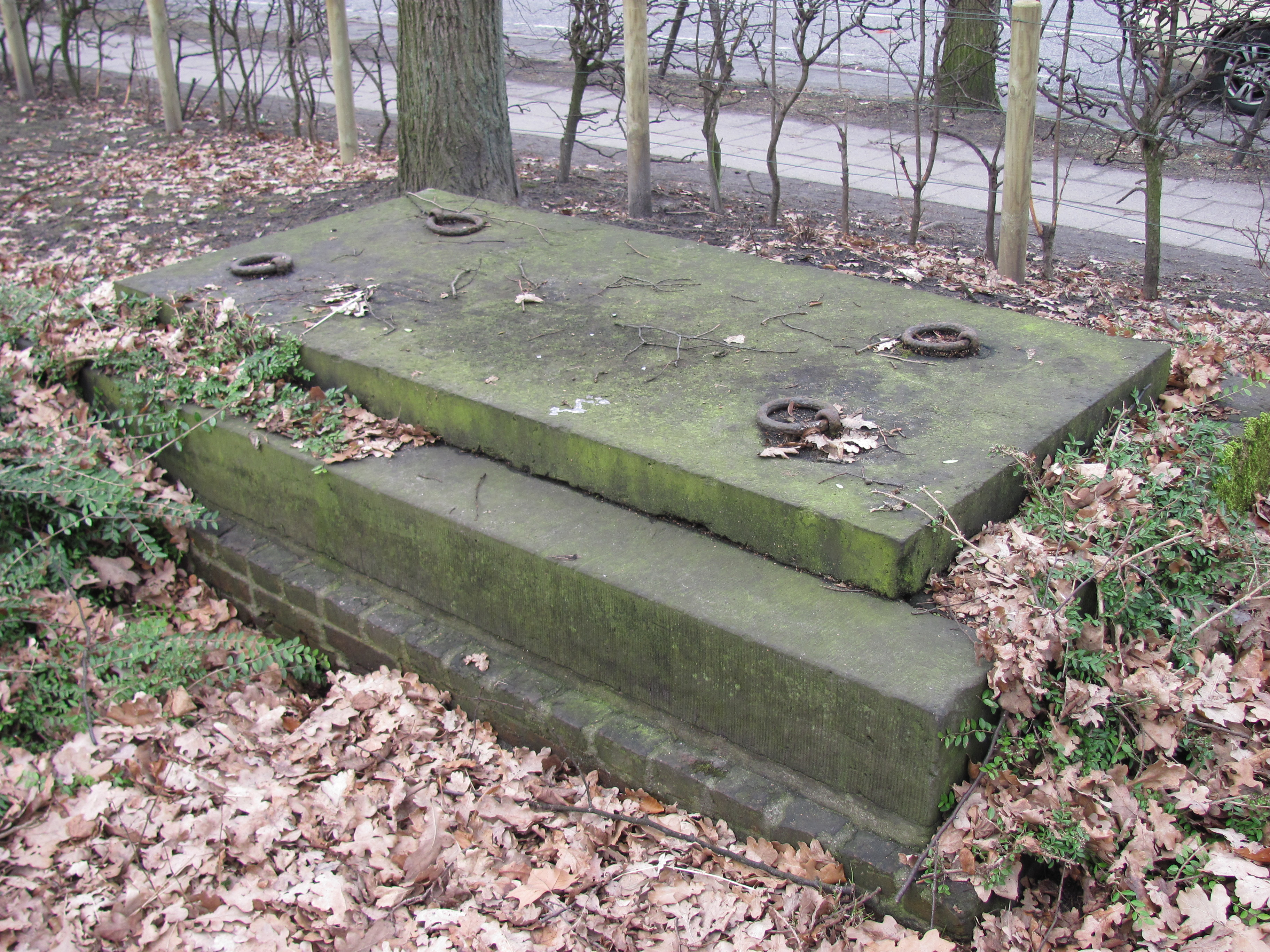
Grabmal auf dem Alten Hammer Friedhof

Ohlendorff und seine Frau wurden auf dem Hammer Friedhof beigesetzt, ihre Gebeine aber nach dem Zweiten Weltkrieg ins Familiengrab nach Ohlsdorf überführt. Das Grabmal auf dem denkmalgeschützten Friedhof in Hamm ist gleichwohl bis heute erhalten.
Nach Johann Heinrich Ohlendorff ist die Ohlendorffstraße in Hamburg-Hamm benannt.

## Veröffentlichungen
- Kultur- und Vermehrungs-Methode, besonders der Pflanzen mit geflügelten Zweigen durch meinen neuen Zuschnitt der Stecklinge. In: Verhandlungen des Vereins zur Beförderung des Gartenbaues in den Königlich Preussischen Staaten. 8. Bd., S. 210–220, (Digitalisat)
- Cultur und Vermehrung der Salpiglossis integrifolia Don. In: Allgemeine Gartenzeitung. 1. Jg., Nr. 12, 1833, S. 259 [272], (Digitalisat)
- Ueber den Nutzen des Einweichens und Spritzens der Cycadeen und Dioscoreen-Stämme. In: Allgemeine Gartenzeitung. 2. Jg., Nr. 12, 1834, S. 89, (Digitalisat)
- Cultur der Zwerg-Georginen. In: Allgemeine Gartenzeitung. 3. Jg., Nr. 10, 1835, S. 73, (Digitalisat)
- Kultur der Prachtlilie. In: Allgemeine Gartenzeitung. 4. Jg., Nr. 5, 1836, S. 33, (Digitalisat)
- Ueber Weintreiberei oder Lösung der Preisaufgabe bis zum 15. März dieses Jahres reife Weintrauben zu liefern. In: Allgemeine Gartenzeitung. 5. Jg., Nr. 20, 1837, S. 156, (Digitalisat)
- Ueber den Anbau des Chenopodium leucospermum Schrad. In: Allgemeine Gartenzeitung. 5. Jg., Nr. 21, 1837, S. 165, (Digitalisat)